# Hymnes à la Nuit
Les Hymnes à la Nuit (Hymnen an die Nacht en allemand) sont un ensemble de poèmes de l'écrivain allemand Novalis, parus en 1800 dans la revue Athenaeum des frères Auguste et Frédéric Schlegel fondée en 1798.

## Origines des hymnes
Il existe deux versions des Hymnes à la nuit. La première, manuscrite, est entièrement rédigée en vers et en strophes tandis que la deuxième version, celle qui a été retenue par Novalis lui-même pour être publiée, est écrite en vers libres.
Les lectures de Novalis l'ont largement influencé dans la rédaction de ces hymnes : Shakespeare, notamment Roméo et Juliette, Edward Young, qui a aussi écrit sur le thème de la nuit, ou encore Friedrich von Schiller. 
Mais c'est principalement la mort précipitée de la fiancée de Novalis, Sophie Von Künh, qui se trouve à l'origine de ces écrits. L'expérience mystique et traumatique qu'il vit à la suite de cela l'entraîne notamment à questionner la mort et le deuil. 

## Analyse
Corinne Bayle, spécialiste de littérature du XIXe siècle, rattache les Hymnes à une « appréhension de la nuit » plus générale en ce siècle. Elle écrit que « Novalis avait déjà postulé que c’est la nuit qui fait accéder à la connaissance, lieu aveugle du déchiffrement du hiéroglyphe du monde ».
Les Hymnes sont écrits en vers libres. Adolphe Bossert, dans son Histoire de la littérature allemande, y décèle « une sorte de joie mystique », dans un style « simple et concis ».

#### Éditions
- Novalis, Les Disciples à Saïs - Hymnes à la Nuit - Chants religieux, Paris, Gallimard (« Poésie »), 8 avril 1980, trad. Armel Guerne.

#### Études
- Augustin Dumont, « Angoisse et extase de l'image transcendantale dans les Hymnes à la nuit, ou Shakespeare à l'épreuve de Novalis », Études Germaniques, 3/2011 (n° 263), p. 623-660.
- Alain Laraby, « La nuit transfigurée », sur www.temps-marranes.info (consulté le 21 mars 2017).
- Fernand Ouelette, « Novalis tel qu'en ses Hymnes », Liberté, vol. 15, n°3–4, 1973, p. 141–145.